# 瀬川四郎
瀬川 四郎（せがわ しろう、1887年（明治20年）9月11日 - 1951年（昭和26年）9月1日）は、大日本帝国陸軍軍人。最終階級は陸軍少将。

## 経歴
1887年（明治20年）に石川県で生まれた。陸軍士官学校第21期、陸軍大学校第28期卒業。1933年（昭和8年）8月に陸軍歩兵大佐進級と同時に高知連隊区司令官に着任。1935年（昭和10年）3月に歩兵第73連隊長に転じ、1936年（昭和11年）8月に第4師団司令部附となり、関西学院大学に配属された。1937年（昭和12年）11月1日に陸軍少将進級と同時に待命、11月30日に予備役に編入された。
1939年（昭和14年）1月4日に召集され北支那方面軍司令部附となり、2月13日に独立混成第8旅団長（北支那方面軍）に着任。晋中、北部冀中で討伐戦に当たるが、八路軍を中心とする中共軍に苦戦した。1940年（昭和15年）3月9日に召集解除となる。1945年（昭和20年）3月31日に召集され、平壌陸軍兵事部長兼平壌地区司令官に着任。

## 栄典
勲章
- 1941年（昭和16年）4月11日 - 勲二等瑞宝章[5]